# Isla Kho
La Isla Kho también escrito Don Kho es una pequeña isla y localidad en el río Mekong, en el país asiático de Laos, con una población de aproximadamente 450 personas. Se encuentra a varios kilómetros aguas arriba de la ciudad en el sur de Laos de Pakse. Los aldeanos aquí dependen en gran medida de la pesca como fuente de sustento. Gran parte del pescado se vende por dinero en efectivo y se usa para comprar otros productos. La isla también está cubierta por arrozales que proporcionan otra fuente de alimentos para la población local. Ha habido una cierta tensión en la isla recientemente con el distrito local por la creación de una zona de exclusión donde se prohíbe la pesca, en algunos cursos de agua. Administrativamente depende de la Provincia de Champasak. No debe confundirse con la Isla Khong (Don Khong) otra isla del mismo archipiélago.